# Chamblac (Alier)
Chamblet és un municipi francès, situat al departament de l'Alier i a la regió d'Alvèrnia-Roine-Alps. L'any 2007 tenia 1.064 habitants.

## Demografia

### Població
El 2007 la població de fet de Chamblet era de 1.064 persones. Hi havia 432 famílies de les quals 92 eren unipersonals (40 homes vivint sols i 52 dones vivint soles), 168 parelles sense fills, 148 parelles amb fills i 24 famílies monoparentals amb fills.
La població ha evolucionat segons el següent gràfic:
Habitants censats

### Habitatges
El 2007 hi havia 488 habitatges, 435 eren l'habitatge principal de la família, 15 eren segones residències i 38 estaven desocupats. 462 eren cases i 25 eren apartaments. Dels 435 habitatges principals, 364 estaven ocupats pels seus propietaris, 66 estaven llogats i ocupats pels llogaters i 5 estaven cedits a títol gratuït; 1 tenia una cambra, 20 en tenien dues, 50 en tenien tres, 125 en tenien quatre i 239 en tenien cinc o més. 330 habitatges disposaven pel capbaix d'una plaça de pàrquing. A 135 habitatges hi havia un automòbil i a 264 n'hi havia dos o més.

### Piràmide de població
La piràmide de població per edats i sexe el 2009 era:
| Homes | Edats   | Dones |
| ----- | ------- | ----- |
| 0     | 95 o +  | 0     |
| 4     | 90 a 94 | 8     |
| 4     | 85 a 89 | 8     |
| 8     | 80 a 84 | 4     |
| 24    | 75 a 79 | 12    |
| 20    | 70 a 74 | 40    |
| 32    | 65 a 69 | 4     |
| 24    | 60 a 64 | 28    |
| 12    | 55 a 59 | 16    |
| 48    | 50 a 54 | 40    |
| 32    | 45 a 49 | 40    |
| 40    | 40 a 44 | 40    |
| 36    | 35 a 39 | 44    |
| 24    | 30 a 34 | 20    |
| 36    | 25 a 29 | 32    |
| 16    | 20 a 24 | 16    |
| 48    | 15 a 19 | 28    |
| 48    | 10 a 14 | 28    |
| 24    | 5 a 9   | 24    |
| 20    | 0 a 4   | 20    |

## Economia
El 2007 la població en edat de treballar era de 685 persones, 494 eren actives i 191 eren inactives. De les 494 persones actives 451 estaven ocupades (241 homes i 210 dones) i 43 estaven aturades (20 homes i 23 dones). De les 191 persones inactives 85 estaven jubilades, 33 estaven estudiant i 73 estaven classificades com a «altres inactius».

### Ingressos
El 2009 a Chamblet hi havia 438 unitats fiscals que integraven 1.056 persones, la mediana anual d'ingressos fiscals per persona era de 17.561 €.

### Activitats econòmiques
Dels 26 establiments que hi havia el 2007, 1 era d'una empresa alimentària, 2 d'empreses de fabricació d'altres productes industrials, 7 d'empreses de construcció, 7 d'empreses de comerç i reparació d'automòbils, 3 d'empreses de transport, 1 d'una empresa d'hostatgeria i restauració, 1 d'una empresa d'informació i comunicació, 1 d'una empresa de serveis, 1 d'una entitat de l'administració pública i 2 d'empreses classificades com a «altres activitats de serveis».
Dels 8 establiments de servei als particulars que hi havia el 2009, 1 era una oficina de correu, 1 taller de reparació d'automòbils i de material agrícola, 2 guixaires pintors, 1 fusteria, 1 lampisteria, 1 electricista i 1 perruqueria.
L'únic establiment comercial que hi havia el 2009 era una fleca.
L'any 2000 a Chamblet hi havia 15 explotacions agrícoles que ocupaven un total de 1.150 hectàrees.

## Equipaments sanitaris i escolars
El 2009 hi havia una escola elemental.

## Poblacions més properes
El següent diagrama mostra les poblacions més properes.